# Xiphiola
Xiphiola är ett släkte av insekter. Xiphiola ingår i familjen gräshoppor.
Kladogram enligt Catalogue of Life:
| Xiphiola | \| \| Xiphiola borellii \| \| \| \| \| \| Xiphiola cyanoptera \| \| \| \| |
|          | \| \| Xiphiola borellii \| \| \| \| \| \| Xiphiola cyanoptera \| \| \| \| |
|          | Xiphiola borellii                                                         |
|          |                                                                           |
|          | Xiphiola cyanoptera                                                       |
|          |                                                                           |